# Aethiophysa
Aethiophysa é um gênero de mariposa pertencente à família Crambidae.